# Klonówiec
Klonówiec is een plaats in het Poolse district  Leszczyński, woiwodschap Groot-Polen. De plaats maakt deel uit van de gemeente Lipno en telt 363 inwoners.